# Günter Reitz (Jurist)
Günter Reitz (* 21. Januar 1943 in Mayen) ist ein deutscher Jurist und Politiker (CDU). Er war von 2004 bis 2009 Staatssekretär im Ministerium der Justiz des Landes Brandenburg.

## Leben

### Ausbildung
Günter Reitz besuchte von 1950 bis 1963 die Schule in Mayen und erreichte 1963 das Abitur. Danach studierte er von 1963 bis 1969 Rechtswissenschaften an der Rheinischen Friedrich-Wilhelms-Universität Bonn. Er legte die erste juristische Staatsprüfung 1969 ab und absolvierte das Referendariat von 1969 bis 1972 bei den Oberlandesgerichten Köln und Koblenz. Er legte die zweite juristische Staatsprüfung 1972 ab.

### Laufbahn
Reitz trat 1972 als Gerichtsassessor in den richterlichen Dienst des Landes Rheinland-Pfalz und war bis 1986 beim Amtsgericht Mayen und Landgericht Koblenz tätig. Er wurde 1986 als Referent für Personal- und Disziplinarangelegenheiten in das Bundeskanzleramt abgeordnet. Danach war er von 1988 bis 1991 am Oberlandesgericht Koblenz und Amtsgericht Mayen. Es folgte 1999 eine erneute Abordnung in das Bundeskanzleramt, diesmal als Referent für Personalangelegenheiten, sowie von 1991 bis 1992 eine weitere Abordnung als Leiter des Referates für das Grundbuchwesen und Leiter des Ministerbüros von Ulrich Born (CDU) im Ministerium für Justiz, Bundes- und  Europaangelegenheiten des Landes Mecklenburg-Vorpommern. Zudem übte er auch eine richterliche Tätigkeit am Oberlandesgericht Rostock aus. Vom 1. März 1992 bis 2004 war er der Direktor des Amtsgerichtes Wismar.  Er wurde am 12. Dezember 2002 Mitglied des Landesverfassungsgerichtes Mecklenburg-Vorpommern.
Vom 2. November 2004 bis 2009 war Reitz unter Ministerin Beate Blechinger (CDU) Staatssekretär im Ministerium der Justiz des Landes Brandenburg.

### Politik und Verbandsarbeit
Reitz wurde 1961 Mitglied der Jungen Union sowie 1964 Mitglied der CDU und war in der Kommunalpolitik aktiv. 1973 wurde er Mitglied im Deutschen Richterbund. Er war von 1987 bis 1991 Mitglied des Stadtrates Mayen und Vorsitzender der CDU-Fraktion. Von 1992 bis 1993 war er Generalsekretär der CDU Mecklenburg-Vorpommern. 1998 übernahm er den Vorsitz des Richterbundes Mecklenburg-Vorpommern.